# 熙川水电站
熙川水电站（韓語：희천발전소）即熙川水力发电所（韓語：희천수력발전소），是位于朝鲜民主主义人民共和国慈江道的一系列水力发电站。熙川水电站的一期工程包括熙川1号发电站和2号发电站。一期工程原计划花费十年时间，实际上三年竣工，朝鲜将其视为工程建设的典范，作为“熙川速度”（희천속도）加以宣传。熙川1号发电站和2号发电站的总装机容量为30万千瓦，年设计发电量为9.8亿千瓦，根据2012年的数据可以解决平壤45％的电力供应。2013年至2015年，朝鲜又建设了熙川3号至12号发电站。

## 建设
1990年起，朝鲜开始出现电力短缺问题。由于苏联解体，朝鲜不能继续低价进口石油、发电设备，停电成为家常便饭。为缓解平壤市的供电问题，金正日指示建设熙川水电站。熙川1号发电站和2号发电站于2009年3月开工，2012年4月起向平壤供电。金正日非常重视熙川水电站建设工程，曾八次亲自到现场视察，其中四次有金正恩陪同。仅2010年，金正日就四次视察工地。一期工程由朝鲜人民军建设。金正日曾在视察时提到，熙川水电站是建设强盛大国的首要工程之一。水电站原本设计工期为十年，结果三年就得以完成。朝鲜将其视为工程建设的典范，作为“熙川速度”加以宣传。2012年4月1日，朝鲜最高人民会议常任委员会颁布政令表彰参与熙川水电站建设的五万余人员，授予其中一百人“劳动英雄”称号，为设计者颁发金日成奖。
2013年1月30日，熙川水电站二期工程举行奠基仪式。据报道，二期工程源自金正日的设想。2010年4月17日金正日视察熙川水电站时指出，要在一期工程竣工之后继续在清川江沿线新建阶梯型发电站。计划修筑的有3号至12号发电站，2012年的报道称3号至12号发电站预计在2015年竣工。2015年11月17日，十个阶式发电站全部建成，二期工程举行了竣工典礼。

## 技术
熙川水电站位于慈江道西部山区清川江上游。熙川1号发电站和2号发电站的总装机容量为30万千瓦，年设计发电量为9.8亿千瓦。据2012年的报道，平壤当时的电力需求为60万千瓦，1号和2号发电站可以解决平壤45％的电力供应，3号至12号发电站竣工后可以将这一比例提高到50％以上。
熙川水电站除了可以为平壤供电，还有助于预防清川江水灾，并且可以为熙川、南兴地区提供工业用水、灌溉用水。水电站的所有设备均由朝鲜大安重型机械联合企业制造。

## 问题
韩国媒体《朝鲜日报》2012年12月刊发报道，声称熙川水电站存在质量问题。报道还说，熙川水电站、主体铁、主体纤维等问题使得金正日压力极大，他感到距离“强盛大国”目标越来越远，因而在严寒中赶往慈江道视察熙川水电站，病逝于途中。根据《朝鲜日报》，熙川水电站工程缺少建设材料、设备，但朝鲜高层仍命令在2012年太阳节前完工。施工时在零下30度的低温中浇灌混凝土，缺少沙子时用泥土替代，导致大坝混凝土硬度不足，出现碎裂问题。为赶工期，建设方在大坝建成三分之二时就开始向坝中注水，加剧了漏水。《朝鲜日报》认为朝中社等媒体刊发的照片中显示熙川水电站大坝有漏水痕迹。消息人士称，朝鲜从中国进口了粘合剂、水泥对大坝进行维修，仍然没有解决大坝漏水。由于漏水，发电站的实际发电量没能达到设计目标。